# Kombli, Hadagalli
Kombli là một làng thuộc tehsil Hadagalli, huyện Bellary, bang Karnataka, Ấn Độ.